# Jugoslawische Eishockeyliga 1980/81
Die Saison 1980/81 war die 39. Spielzeit der jugoslawischen Eishockeyliga, der höchsten jugoslawischen Eishockeyspielklasse. Meister wurde zum insgesamt 19. Mal in der Vereinsgeschichte der HK Jesenice.

## Modus
In der Hauptrunde absolvierte jede der acht Mannschaften insgesamt 28 Spiele. Der Erstplatzierte der Hauptrunde wurde Meister. Für einen Sieg erhielt jede Mannschaft zwei Punkte, bei einem Unentschieden gab es einen Punkt und bei einer Niederlage null Punkte.

## Hauptrunde

### Tabelle
|    | Klub                   | Sp | S  | U | N  | T   | GT  | Punkte |
| -- | ---------------------- | -- | -- | - | -- | --- | --- | ------ |
| 1. | HK Jesenice            | 28 | 27 | 1 | 0  | 307 | 84  | 55     |
| 2. | HK Olimpija Ljubljana  | 28 | 21 | 1 | 6  | 306 | 76  | 43     |
| 3. | HK Celje               | 28 | 15 | 2 | 11 | 170 | 124 | 32     |
| 4. | HK Partizan Belgrad    | 28 | 12 | 2 | 14 | 142 | 151 | 26     |
| 5. | HK Roter Stern Belgrad | 28 | 11 | 2 | 15 | 148 | 175 | 24     |
| 6. | KHL Medveščak Zagreb   | 28 | 11 | 1 | 16 | 125 | 162 | 23     |
| 7. | HK Tivoli              | 28 | 9  | 3 | 16 | 132 | 150 | 21     |
| 8. | HK Vojvodina Novi Sad  | 28 | 0  | 0 | 28 | 59  | 469 | 0      |

Sp = Spiele, S = Siege, U = Unentschieden, N = Niederlagen